# Margarita Ortega Valdés
Margarita Ortega Valdés (ur. 1871 w Sonora, zm. 29 listopada 1913 w Mexicali) – meksykańska zbrojmistrzyni, pielęgniarka, kurierka, szpieg oraz działaczka anarchistyczna biorąca udział w rewolucji meksykańskiej.   

## Życiorys
W 1910 Ortega Valdés, wraz ze swoją córką Rosaurą Gortari, związała się z anarchistyczną Liberalną Partią Meksykańską (LPM) i włączyła w walki rewolucji meksykańskiej. W siłach partyzanckich pełniła rolę zbrojmistrzyni, pielęgniarki, kurierki oraz propagandzistki. Brała również udział w kilku bitwach. 
W czasie magoistycznego powstania w Dolnej Kalifornii w 1911 obie zostały schwytane przez siły rządowe. Wygnano je następnie bez jedzenia i picia na pustynię, którą zdołały przebyć do Yumy, gdzie je aresztowano. Udało im się jednak uciec do Phoenix, w którym ukryły się pod zmienionymi imionami i nazwiskami. Wyczerpana ciężką przeprawą przez pustynię córka Ortegi Valdés zmarła. 
Na polecenie Ricarda Floresa Magóna Ortega Valdés dalej organizowała walkę partyzancką, tym razem w północnej Sonorze. Wraz z nią oddelegowania została również Natividada Cortésa, także członkini LPM. Obie zostały schwytane przez siły rządowe 20 listopada 1913. Ortega Valdés była przez cztery dni torturowana, jednak nie udzieliła żadnych istotnych informacji. 29 listopada 1913 została stracona.